# Давид Мстиславич
Давид Мстиславич (?—1226) — князь торопецький (бл. 1212—1226), син смоленського та новгородського князя Мстислава Ростиславича Хороброго. На початку 1212 року брав участь у поході своїх братів Володимира та Мстислава Мстиславичів проти чуді. У 1226 році захищав Торопецьке князівство від литовців разом з Ярославом Всеволодовичем. Брав участь в битві під Усвятом у якій і загинув.